# Vụ oanh tạc Căn cứ không quân Tân Sơn Nhứt
Vụ oanh tạc Căn cứ không quân Tân Sơn Nhứt xảy ra vào ngày 28 tháng 4 năm 1975, chỉ hai ngày trước khi Sài Gòn sụp đổ. Vụ ném bom do Phi đội Quyết Thắng của Không quân nhân dân Việt Nam (KQNDVN) thực hiện. Các phi công KQNDVN và lính đào ngũ Không lực Việt Nam Cộng hòa (KLVNCH), do Nguyễn Thành Trung chỉ huy, đã đánh cắp và sử dụng máy bay A-37 Dragonfly của KLVNCH trong sự kiện này. Nguyễn Thành Trung cũng là người đã đánh bom Dinh Độc Lập ở Sài Gòn ngày 8 tháng 4 năm 1975.
Năm 1973, vào thời điểm Hiệp định Paris được ký kết, Việt Nam Cộng hòa (VNCH) sở hữu lực lượng không quân lớn thứ tư trên thế giới. Tuy nhiên, bất chấp quy mô của họ, các hoạt động của KLVNCH đã bị cắt giảm nghiêm trọng do viện trợ quân sự của Hoa Kỳ bị cắt giảm. Hơn nữa, KLVNCH cũng không thể thực hiện các nhiệm vụ trinh sát và hỗ trợ mặt đất do hiểm họa từ các loại vũ khí phòng không đáng gờm mà Việt Nam Dân chủ Cộng hòa (VNDCCH) triển khai. Khi quân đội miền Bắc tổ chức tổng tấn công vào đầu năm 1975, KLVNCH rơi vào bị động và nhiều máy bay của họ bị mất hoặc bị đánh cắp khi các lực lượng Quân đội nhân dân Việt Nam (QĐNDVN) tràn vào Tây Nguyên.

## Bối cảnh

### Tình hình chiến lược
Mặc dù Hiệp định Paris năm 1973 quyết định chấm dứt chiến tranh ở Việt Nam, giao tranh vẫn tiếp diễn giữa VNCH với VNDCCH và Mặt trận Dân tộc Giải phóng miền Nam Việt Nam (QGP). Dù Tổng thống Hoa Kỳ Richard Nixon vẫn cam kết hỗ trợ, viện trợ quân sự cho VNCH đã giảm mạnh. Đến cuối năm 1972, KLVNCH là lực lượng không quân lớn thứ tư trên thế giới, với 2.075 máy bay và hơn 61.000 nhân sự. Tuy nhiên, các hoạt động của KLVNCH bị ảnh hưởng nặng nề do cắt giảm viện trợ quân sự, số giờ bay phải giảm 51% và tải trọng bom trên máy bay chiến đấu giảm một nửa từ bốn xuống còn hai quả bom.
VNDCCH tiếp tục xây dựng các đơn vị chiến đấu ở miền Nam. Khi mối đe dọa về sức mạnh không quân của Mỹ bị loại bỏ, quân đội miền Bắc chuyển các đơn vị phòng không vào miền Nam và triển khai một mạng lưới phòng không tinh vi bao gồm hệ thống tên lửa đất đối không tầm xa SA-2, hệ thống chống máy bay bằng radar dẫn đường và tên lửa vác vai SA-7 Grail. Sự hiện diện mạnh mẽ của các đơn vị phòng không VNDCCH bao phủ phần lớn các tỉnh phía Bắc của VNCH, buộc máy bay trinh sát và chiến đấu của KLVNCH phải bay cao hơn để tránh bị tên lửa đất đối không tấn công. Do đó, khi VNDCCH tổ chức tấn công vào năm 1975, KLVNCH đối mặt với bất lợi trầm trọng.

### Chiến dịch Hồ Chí Minh
Chiến dịch Hồ Chí Minh bắt đầu vào ngày 9 tháng 3 năm 1975, và đến giữa tháng 3, Quân lực Việt Nam Cộng hòa (QLVNCH) rút khỏi Tây Nguyên. Sư đoàn 6 KLVNCH chỉ có 48 giờ để sơ tán máy bay và nhân viên khỏi Căn cứ không quân Pleiku, bỏ lại 64 máy bay còn nguyên vẹn, trong đó có 36 máy bay đang được cất giữ, và không có nỗ lực nào được thực hiện để đưa những máy bay đó vào hoạt động. Ngày 27 tháng 3, khi lực lượng Quân đoàn I VNCH sắp sửa bại trận, Chuẩn tướng Nguyễn Đức Khánh, Tư lệnh Sư đoàn 1 KLVNCH, được lệnh sơ tán tất cả các máy bay có thể bay được ở Huế và Đà Nẵng.
Ngày 28 tháng 3, lực lượng miền Bắc tiến vào Đà Nẵng, và phải hứng chịu pháo kích dữ dội từ Căn cứ không quân Đà Nẵng. Trong điều kiện bất ổn, KLVNCH có thể bay khoảng 130 máy bay ra khỏi thành phố, nhưng họ phải bỏ lại 180 máy bay, trong đó có 33 chiếc A-37 Dragonfly, do hỗn loạn, nhầm lẫn, kỷ luật kém và an ninh sân bay bị phá vỡ.
Ngày 29 tháng 3, QĐNDVN chiếm được Đà Nẵng, tiếp theo là Quy Nhơn vào ngày 1 tháng 4 và Tuy Hòa và Nha Trang vào ngày 2 tháng 4. Tại Căn cứ không quân Phan Rang, Sư đoàn 2 KLVNCH tiếp tục chiến đấu với quân đội miền Bắc trong hai ngày sau khi các đơn vị bộ binh của QLVNCH đã bỏ cuộc. Các đơn vị của Sư đoàn Nhảy dù Việt Nam Cộng hòa cũng tham gia chiến đấu nhưng bị quân đội miền Bắc áp đảo. Phan Rang thất thủ ngày 16 tháng 4.

### Tấn công Dinh Độc Lập

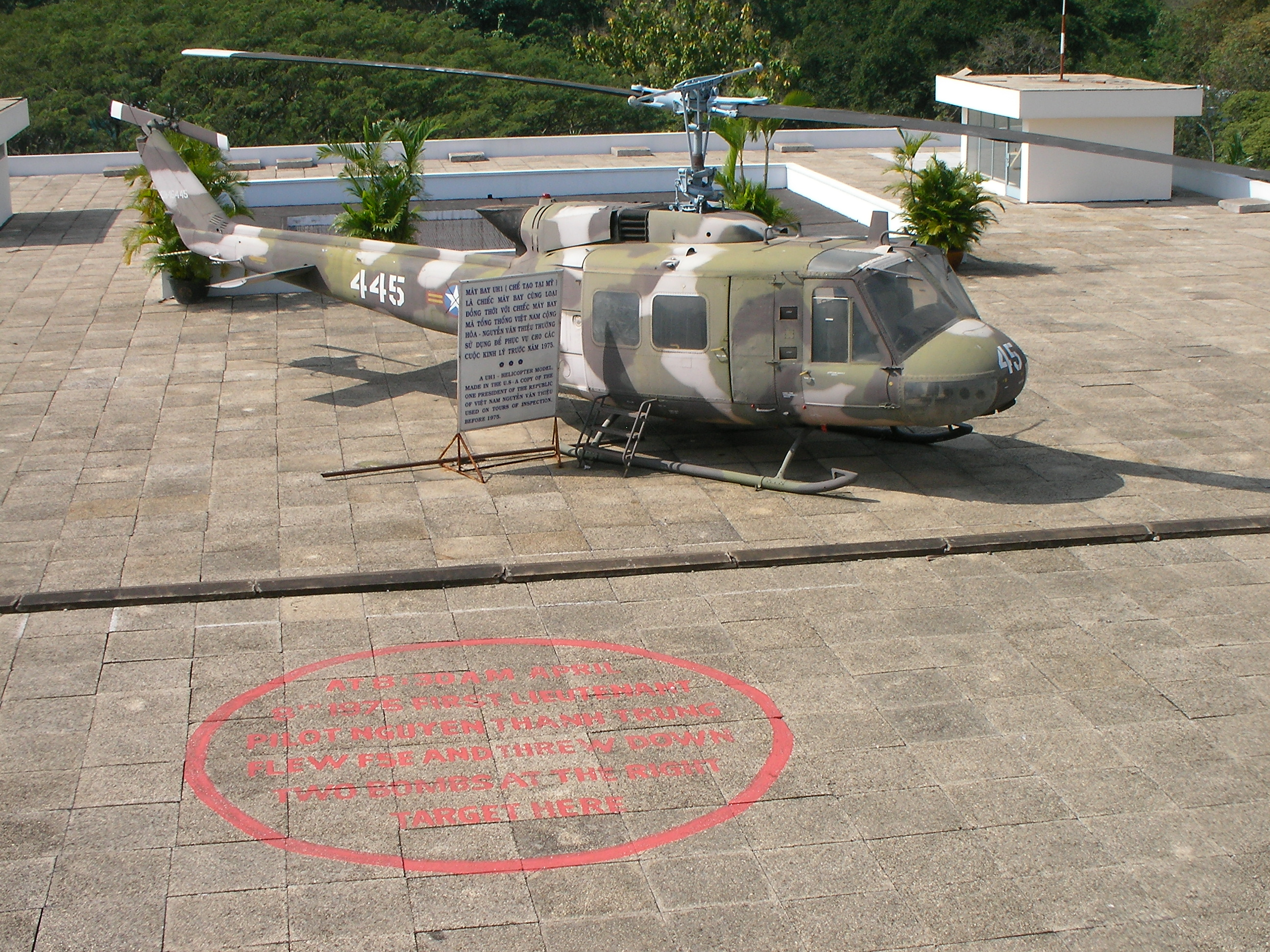
Vòng tròn màu đỏ đánh dấu điểm rơi của một quả bom do Nguyễn Thành Trung thả trên nóc Dinh Độc Lập

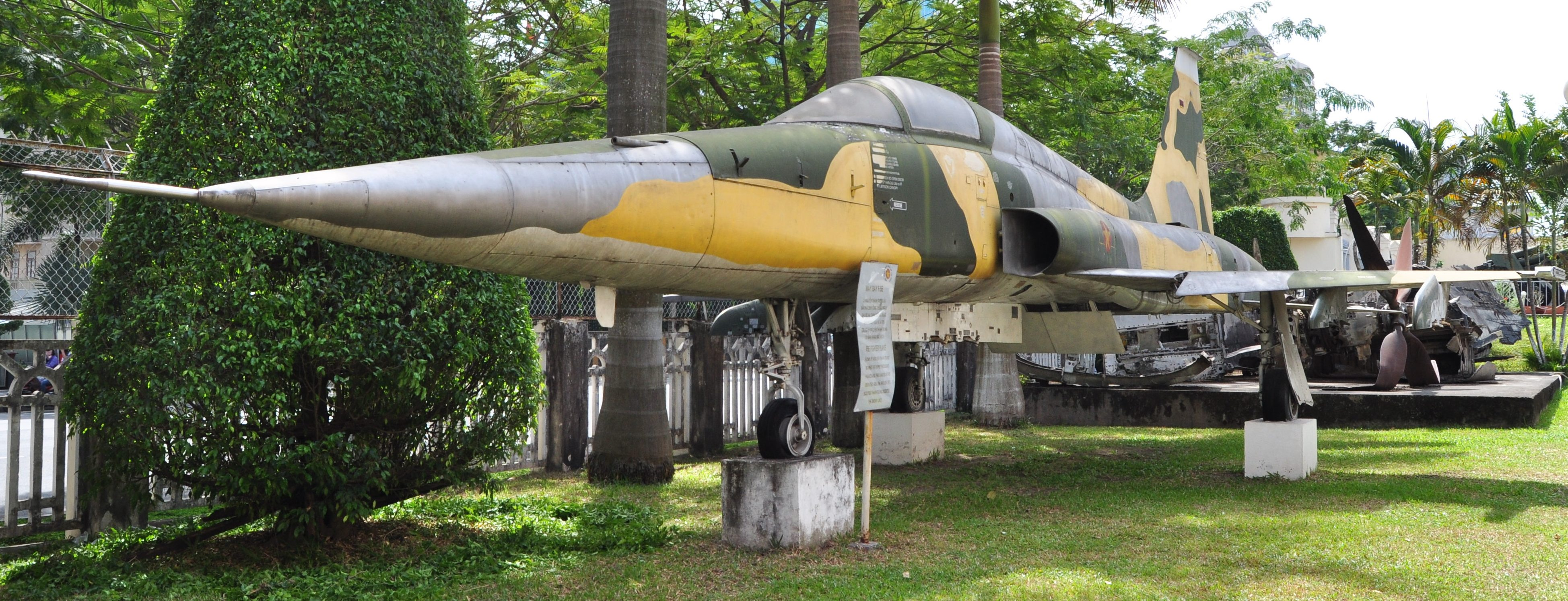
Chiếc F5E do Nguyễn Thành Trung lái

Ngày 8 tháng 4, một đội hình gồm ba máy bay chiến đấu F-5E Tiger của QLVNCH dàn hàng tại Căn cứ không quân Biên Hòa, với mỗi chiếc được trang bị bốn quả bom nặng 250 pound để tấn công các vị trí của QĐNDVN ở Bình Thuận. Trước khi chiếc máy bay thứ hai cất cánh, Thiếu úy Nguyễn Thành Trung, người lái chiếc F-5 thứ ba, cho biết máy bay của anh gặp vấn đề ở bộ đốt sau. Khi chiếc máy bay thứ hai cất cánh, Thành Trung cũng cất cánh, nhưng lại bay về phía Sài Gòn thay vì đi cùng đội hình. Khoảng 8h30, Trung lượn qua Dinh Độc Lập và thả hai quả bom: quả bom đầu tiên rơi xuống khuôn viên dinh và gây ra một số thiệt hại, nhưng quả bom thứ hai không phát nổ. Trung bay đến độ cao hơn 1.000 mét (3.300 ft) trước khi lượn xuống lần thứ hai. Lần này cả hai quả bom đều phát nổ, gây hư hỏng nhẹ về kết cấu nhưng không có thương vong. Sau cuộc tấn công, anh bay ra khỏi Sài Gòn và hạ cánh xuống kho xăng dầu Nhà Bè ở ngoại ô thành phố, nơi anh ta tháo đạn cho khẩu pháo 20mm.
Ít lâu sau, Trung lại cất cánh bay ra Phước Long, nơi Chính phủ Cách mạng lâm thời Cộng hòa miền Nam Việt Nam đóng quân kể từ khi QĐNDVN chiếm đóng hồi đầu năm, và anh được các binh lính QĐNDVN tiếp đón nồng nhiệt. VNDCCH cho biết Trung là đặc vụ QGP từ năm 1969, và thâm nhập vào KLVNCH, nơi ông phục vụ trong Phi đội Tiêm kích 540 thuộc Sư đoàn 3 Không quân. Sau này Trung tiết lộ rằng anh vốn quê ở Bến Tre, nơi cha anh từng giữ chức bí thư huyện của Đảng Nhân dân Cách mạng Việt Nam. Năm 1963, cha của Trung bị giết và thi thể của ông bị cảnh sát VNCH cắt xẻo. Tức giận trước cái chết của cha mình, Trung thề sẽ trả thù Chính phủ VNCH. Vậy nên năm 1969, ông đã gia nhập QGP, và được cài vào KLVNCH.

## Diễn biến

### Chuẩn bị cho phi vụ

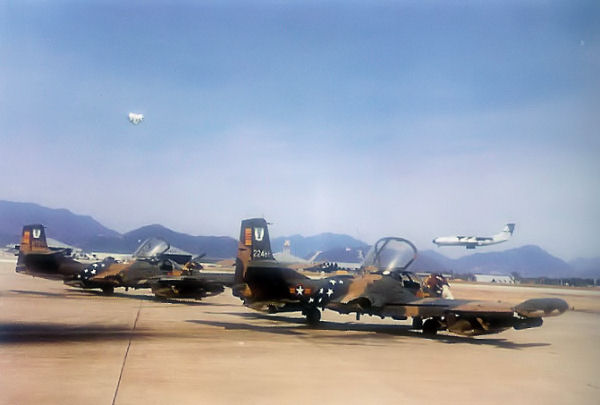
Các máy bay chiến đấu-ném bom A-37 bị thu giữ được chọn làm phương tiện cho Phi đội Quyết Thắng tấn công Căn cứ không quân Tân Sơn Nhứt năm 1975

Trước vụ đánh bom Dinh Độc Lập, Đại tướng Văn Tiến Dũng và các chỉ huy chiến trường của VNDCCH đã thảo luận về khả năng triển khai các đơn vị của KQNDVN tấn công các mục tiêu lớn của VNCH để hỗ trợ QĐNDVN. Việc phi công sử dụng máy bay chiến đấu MiG-17 của Liên Xô đã được cân nhắc vì họ đã có kinh nghiệm chiến đấu đáng kể với loại máy bay này. Tuy nhiên, việc di chuyển MiG khỏi các căn cứ ở miền Bắc Việt Nam gặp nhiều khó khăn. Bởi, QLVNCH đang suy yếu nhanh hơn nhiều so với dự kiến, đơn giản là không đủ thời gian để triển khai máy bay MiG hỗ trợ các đơn vị miền Bắc đang bao vây Sài Gòn. Vì QĐNDVN đã chiếm được một số lượng lớn máy bay do Hoa Kỳ sản xuất cho KLVNCH tại Căn cứ không quân Pleiku và Đà Nẵng, nên họ quyết định sử dụng máy bay thu được thay cho MiG.
Có điều, việc sử dụng những chiếc máy bay bị thu giữ là một thách thức đối với KQNDVN, vì họ thiếu kinh nghiệm lái máy bay do Hoa Kỳ sản xuất. Hơn nữa, các phi công miền Bắc không thạo tiếng Anh, trong khi hầu hết lại được đào tạo về thiết bị của Liên Xô bằng tiếng Nga. Khi nhận được tin về hành động của Trung vào ngày 8 tháng 4, ông Văn Tiến Dũng quyết định chọn Trung huấn luyện chuyển đổi để một nhóm phi công KQNDVN có thể lái chiếc A-37 Dragonfly, loại được chọn cho phi vụ tấn công sắp tới. Trung được đưa đến Căn cứ không quân Đà Nẵng và làm việc cùng với các Trung úy Trần Văn On và Trần Văn Sanh, các cựu phi công QLVNCH đào ngũ khi Đà Nẵng thất thủ ngày 29 tháng 3. Trung, Sanh và On được giao nhiệm vụ dịch các hướng dẫn sử dụng từ tiếng Anh sang tiếng Việt cũng như dịch các hướng dẫn trên máy bay A-37 sang tiếng Việt.
Ngày 19 tháng 4, Bộ Tư lệnh KQNDVN được lệnh chuẩn bị cho một chiến dịch ở miền Nam Việt Nam. Vì vậy một nhóm phi công thuộc Phi đội 4, Trung đoàn Tiêm kích 923 KQNDVN đã được chọn để tham gia huấn luyện chuyển đổi tại Đà Nẵng và thành lập phi đội mới cho chiến dịch. Nhóm được tuyển chọn do Thượng úy Nguyễn Văn Lục dẫn đầu, cùng với Từ Đễ, Trần Cao Thăng, Hán Văn Quảng và Hoàng Mai Vượng. Cùng với các cựu phi công QLVNCH Trung và On, nhóm thành lập Phi đội Quyết Thắng. Ngày 22 tháng 4, các phi công miền Bắc đến Căn cứ không quân Đà Nẵng và bắt đầu tham gia huấn luyện trên hai chiếc máy bay A-37 đã được khôi phục lại tình trạng bay, với sự hỗ trợ của Trung, On, Sanh và một số kỹ thuật viên VNCH bị bắt giữ. Chỉ trong vòng năm ngày, các phi công miền Bắc đã có thể tự mình lái các chiếc A-37 mà không cần sự hỗ trợ của các cựu phi công QLVNCH.
Khi các phi công KQNDVN đang hoàn thành giai đoạn cuối cùng của quá trình huấn luyện chuyển đổi, Bộ Tư lệnh KQNDVN quyết định tấn công Căn cứ không quân Tân Sơn Nhứt ở Sài Gòn. Chiều ngày 27 tháng 4, các phi công được đưa đến Căn cứ không quân Phù Cát ở Bình Định, nơi Tư lệnh KQNDVN, Thiếu tướng Lê Văn Tri thông báo về hoạt động sắp tới. Ông Tri cũng chỉ đạo các phi công đảm bảo bom của họ không được đánh trúng khu dân cư ở Sài Gòn. Từ nhóm huấn luyện ban đầu, Lục, Đễ, Quảng, Vượng, Trung và On được chọn tham gia chiến dịch. Trong khi đó, On và Sanh cũng được chỉ đạo bay thử 5 máy bay ném bom A-37 bị thu giữ. 5 chiếc này sẽ là trụ cột của Phi đội Quyết Thắng. Sáng ngày 28 tháng 4, Phi đội Quyết Thắng bắt đầu chiến dịch do Lục làm chỉ huy phi đội, sau khi được chuyển đến Căn cứ không quân Phan Rang.

### Tấn công căn cứ
Tại Căn cứ không quân Phan Rang, Lục trình phương án tấn công của phi đội lên Bộ Tư lệnh KQNDVN, trong đó Trung sẽ bay dẫn đầu đội hình vì quen thuộc với bầu trời Sài Gòn, Đễ bay thứ hai, Lục bay thứ ba, Vượng và On cùng lái trên một chiếc và bay thứ tư, và Quảng bay cuối. Khoảng 16:05 ngày 28 tháng 4, năm máy bay ném bom A-37 của Phi đội Quyết Thắng, mỗi chiếc được trang bị bốn quả bom 250 pound, cất cánh từ Phan Rang. Mỗi chiếc bay cách nhau từ 600 mét (2.000 ft) đến 800 mét (2.600 ft). Phi đội bay ở độ cao chỉ 1.000 mét (3.300 ft).
Điểm điều hướng đầu tiên của họ là Vũng Tàu, từ đó đội hình chuyển hướng về Tân Sơn Nhứt. Khi phi đội bay qua Căn cứ không quân Biên Hòa, hai chiếc A-1 Skyraiders của KLVNCH được nhìn thấy đang thực hiện các phi vụ ném bom gần khu vực, nhưng họ không được phép tham gia cùng phi đội.
Vừa qua 17:00, đội hình tiếp cận Căn cứ không quân Tân Sơn Nhứt mà không gặp trở ngại nào, bởi các máy bay vẫn mang mã số VNCH. Từ độ cao khoảng 2.000 mét (6.600 ft) phía trên mục tiêu, Trung bổ nhào xuống nhưng bom không rơi ra nên anh buộc phải kéo máy bay lên lại. Tiếp theo là Đễ, anh thả được toàn bộ bom của mình xuống mục tiêu. Lục lao thẳng vào mục tiêu, nhưng anh cũng gặp vấn đề với hệ thống nhả nên chỉ thả được hai quả bom. Sau khi hai chiếc máy bay cuối cùng do Vượng, Quảng và On điều khiển đánh trúng mục tiêu, họ dùng súng bắn phá máy bay trên mặt đất. Trung và Lục lại lượn qua, nhưng bom vẫn không rơi ra. Trung tiếp tục bổ nhào lần ba nhưng vẫn không thành.
Vào lúc đấy, quân VNCH đáp trả bằng súng phòng không, vì vậy Lục ra lệnh cho phi đội rút. Trong lượt bay về, Quảng dẫn đầu đội hình, theo sau là Lục, Đễ và Vượng, On. Khi bay qua Phan Thiết, họ phải giảm độ cao để tránh bị trúng nhầm vũ khí phòng không của QĐNDVN. Riêng Trung vẫn ở lại, bật chế độ khẩn cấp và thành công cắt bom ở lần ném thứ tư. Trên đường bay về, Trung bị hai máy bay F-5 của QLVNCH truy đuổi, nhưng ngang Phan Thiết thì chúng phải quay đầu về Biên Hòa do hết dầu.
Khi đội hình đến cách Căn cứ không quân Phan Rang 40 km (25 mi), Đễ được phép hạ cánh trước vì anh chỉ còn khoảng 600 lít (130 gal Anh; 160 gal Mỹ) nhiên liệu. Quảng đáp đất tiếp theo, theo sau là Vượng và On, rồi đến phi đội trưởng Lục. Trung là người cuối cùng quay trở lại căn cứ. Đến 18 giờ ngày 28 tháng 4, tất cả các phi công của Phi đội Quyết Thắng đã hạ cánh xuống Phan Rang, với mỗi chiếc đều chỉ còn 2–3 xô dầu.

## Sau sự kiện
Vụ tấn công Tân Sơn Nhứt khiến sân bay phải tạm thời đóng cửa, nhưng sớm hoạt động trở lại. Mức độ thiệt hại thực sự vẫn chưa được xác định. VNDCCH tuyên bố rằng 24 máy bay đã bị phá hủy và khoảng 200 nhân viên VNCH thiệt mạng, nhưng các nguồn tin của Mỹ cho biết chỉ có 3 chiếc AC-119 và một số chiếc C-47 bị phá hủy mà không đề cập đến thương vong.
Đêm 28 tháng 4, pháo binh và rocket của VNDCCH tấn công Tân Sơn Nhứt. Rạng sáng ngày 29 tháng 4, KLVNCH bắt đầu rời sân bay Tân Sơn Nhứt một cách bừa bãi khi các máy bay A-37, F-5, C-7, C-119 và C-130 cất cánh đi Thái Lan, trong khi các máy bay trực thăng UH-1 cất cánh từ Thái Lan đi tìm kiếm đội di tản của Lực lượng Đặc nhiệm 76. Tuy nhiên, một số máy bay của QLVNCH ở lại và tiếp tục chiến đấu với quân miền Bắc đang tiến công. Một pháo hạm AC-119 thả pháo sáng và bắn vào lực lượng QĐNDVN đang tiến quân trong đêm 28 rạng ngày 29 tháng 4. Rạng sáng 29 tháng 4, hai chiếc A-1 Skyraider bắt đầu tuần tra ngoại vi Tân Sơn Nhứt ở độ cao 2.500 foot (760 m) cho đến khi một chiếc bị bắn hạ, có lẽ là do SA-7. Lúc 07:00, chiếc AC-119 đang bắn vào đội hình QĐNDVN ở phía đông Tân Sơn Nhứt thì cũng bị một quả SA-7 bắn trúng và rơi xuống đất bốc cháy. Do tình hình xấu đi ở Tân Sơn Nhứt, cuộc di tản của cánh cố định về Sài Gòn bị hủy bỏ và Chiến dịch Gió lốc được bắt đầu.